# Carcraon
Carcraon est un village situé à Domalain en Ille-et-Vilaine.

## Géographie
Le village se situe au sud-est du territoire de la commune de Domalain. Il se trouve au croisement des routes départementales D 95 et D 48, sur la D 95 entre de La Guerche-de-Bretagne et de Bais et sur la D 48 entre Domalain et Visseiche.
La Seiche coule à Carcraon. Un barrage sur la Seiche forme l’étang de Carcraon.

## Toponymie
Le nom de la localité est attesté sous les formes Carcheron en 1187 et Karqueron en 1198.
Carcraon a été interprété comme un toponyme brittonique en Car-, du vieux breton caer « endroit fortifié, château fort, citadelle », suivi d'un anthroponyme ou d'un toponyme primitif, d'origine gauloise cf. Craon (Mayenne), mais ses formes anciennes ne vont en faveur de cette hypothèse.
Le village a donné son nom au barrage et à l’étang du même nom.
En breton moderne, le nom de Kerc’hrun a été proposé par l'Office public de la langue bretonne.

## Monuments
- la chapelle Notre-Dame-de-la-Délivrance et Saint-Maimboeuf de la fin du XIXe siècle[3] qui a remplacé un ancien sanctuaire dédié à saint Mainboeuf.

On trouve aussi un patrimoine industriel :
- la minoterie du XXe siècle[4]
- la gare de la ligne Rennes - La Guerche-de-Bretagne des Tramways d'Ille-et-Vilaine (active de 1898 à 1947)[5]

L’étang de Carcraon est une zone naturelle d'intérêt écologique, faunistique et floristique (ZNIEFF) qui s’étend sur 88 hectares entre Domalain et Moutiers.